# Brisinga
Genre
Synonymes
- sous-genre Brisinga (Craterobrisinga) Fisher, 1916[1]
- genre Craterobrisinga Fisher, 1916[1]

Brisinga est un genre d'étoile de mer complexes de la famille des Brisingidae. La plupart de ces espèces sont abyssales.

## Liste des espèces
Selon World Register of Marine Species (23 juin 2021) :
- Brisinga alberti Fisher, 1906
- Brisinga analoga (Fisher, 1919)
- Brisinga andamanica Wood-Mason & Alcock, 1891
- Brisinga bengalensis Wood-Mason & Alcock, 1891
- Brisinga chathamica McKnight, 1973
- Brisinga costata Verrill, 1884
- Brisinga cricophora Sladen, 1889
- Brisinga endecacnemos Asbjørnsen, 1856
- Brisinga eucoryne Fisher, 1916
- Brisinga evermanni Fisher, 1906
- Brisinga gunnii Alcock, 1893
- Brisinga hirsuta Perrier, 1894
- Brisinga insularum Wood-Mason & Alcock, 1891
- Brisinga panopla Fisher, 1906
- Brisinga parallela Koehler, 1909
- Brisinga synaptoma (Fisher, 1917)
- Brisinga tasmani H.E.S. Clark, 1970
- Brisinga trachydisca Fisher, 1916
- Brisinga variispina Ludwig, 1905

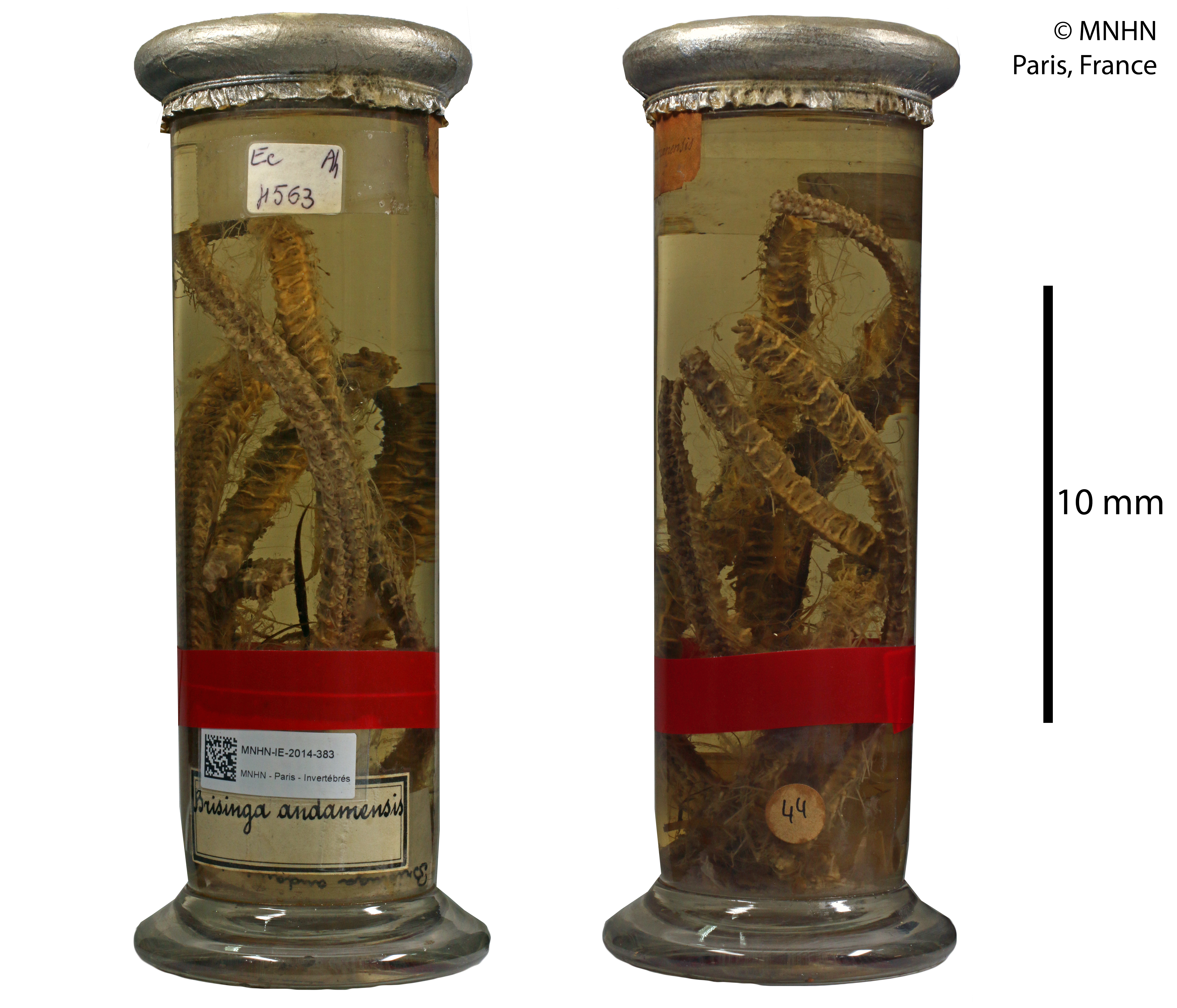
Brisinga andamanica
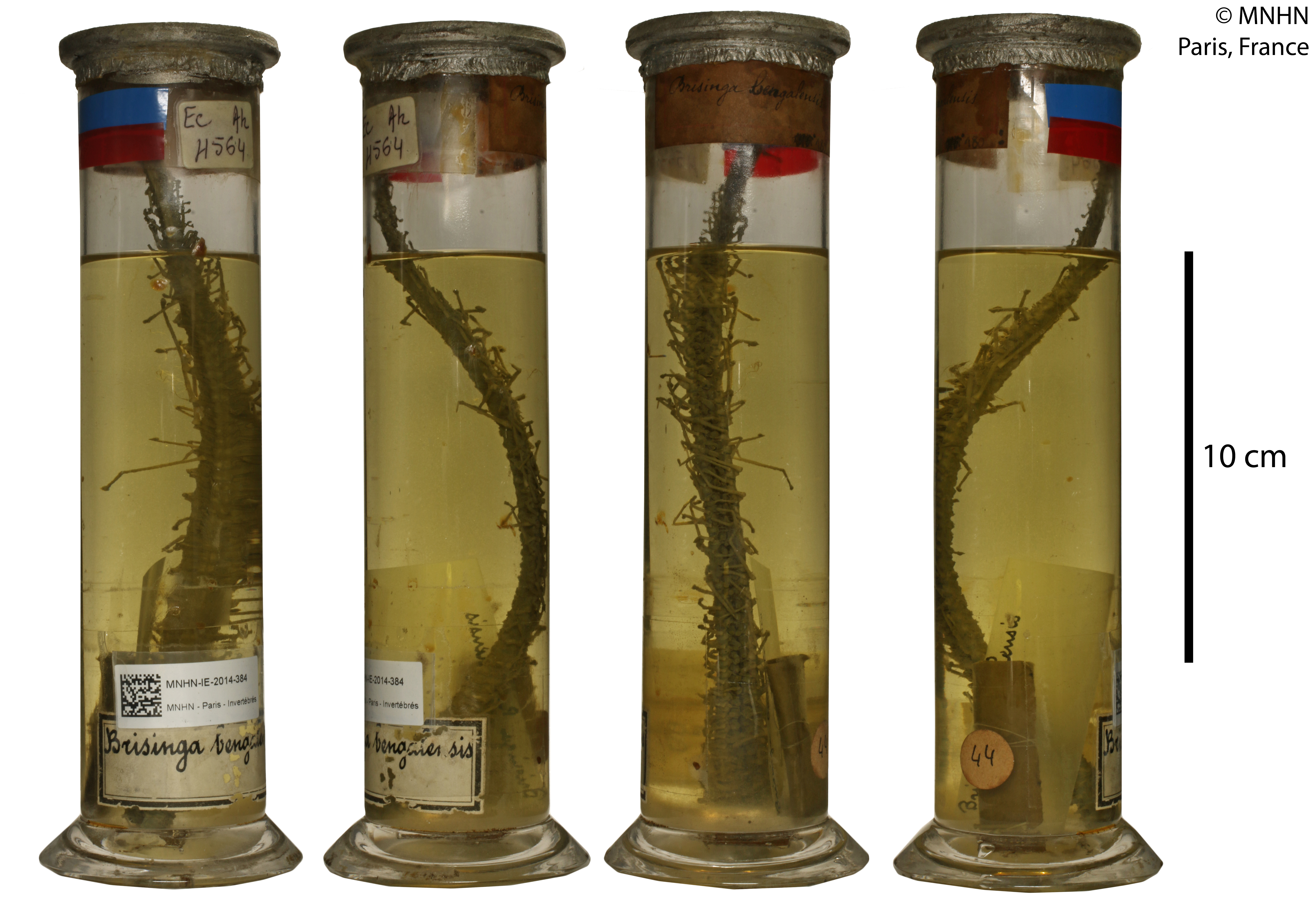
Brisinga bengalensis
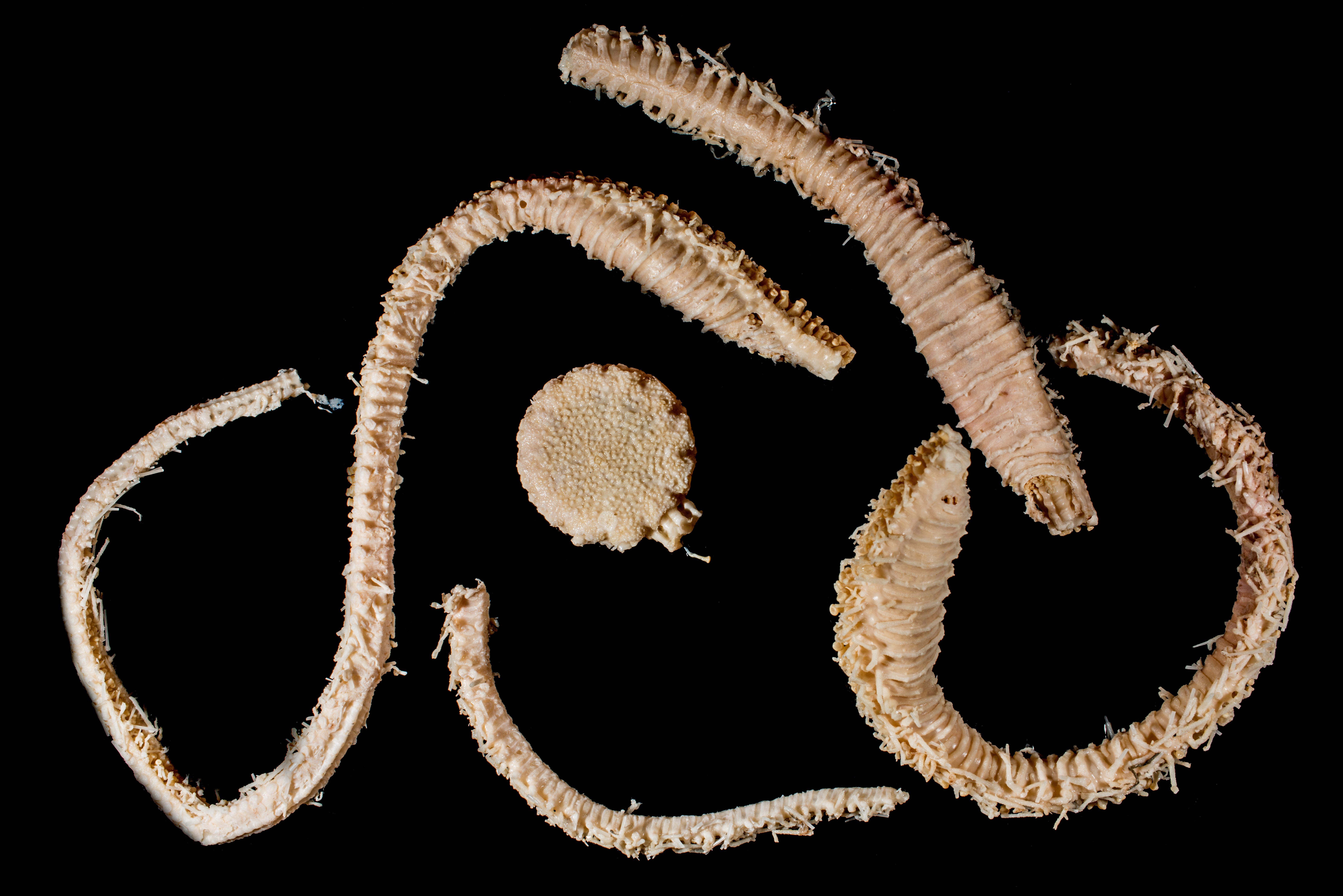
Brisinga endacnemos
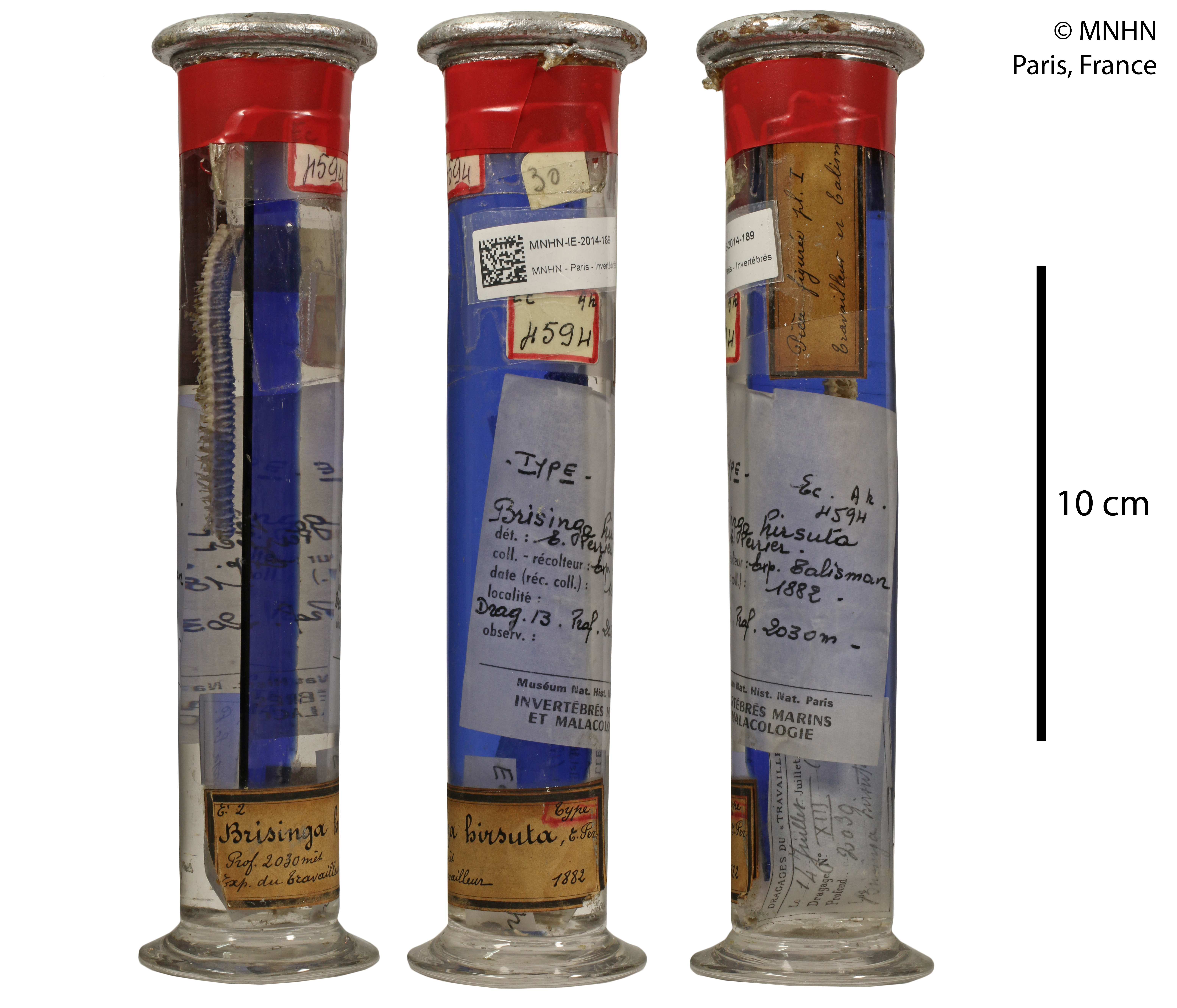
Brisinga hirsuta
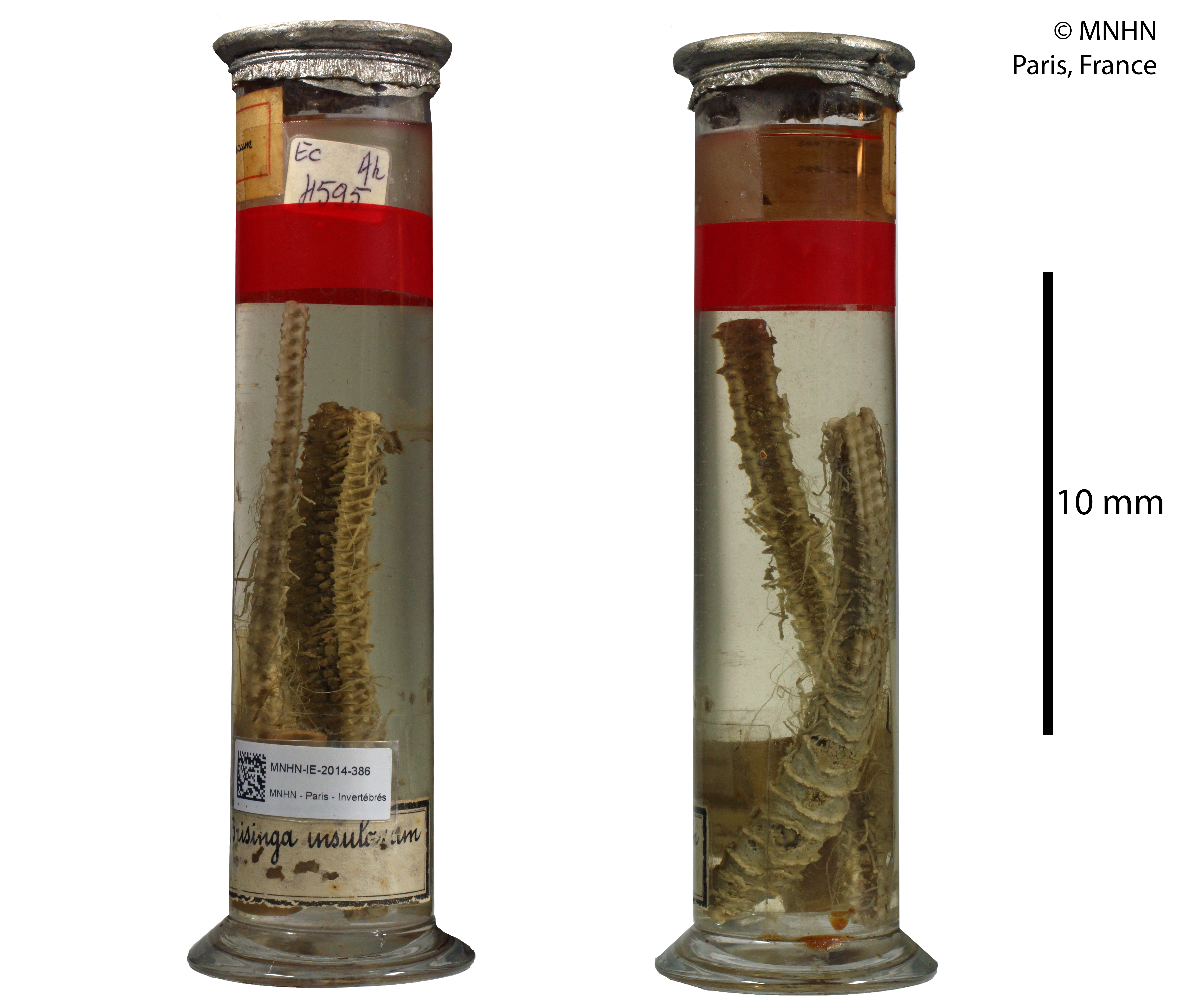
Brisinga insularum
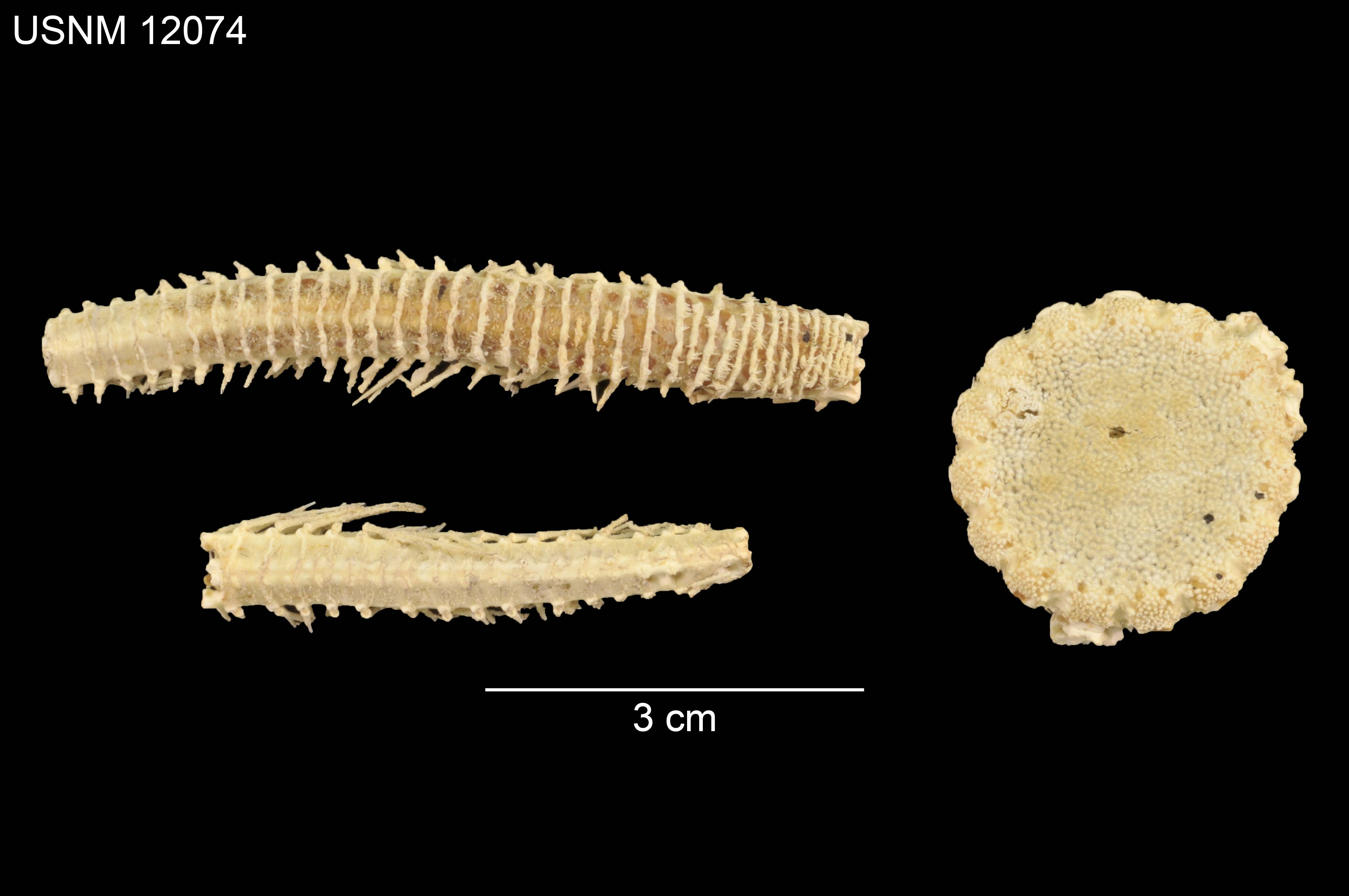
Brisinga multicostata
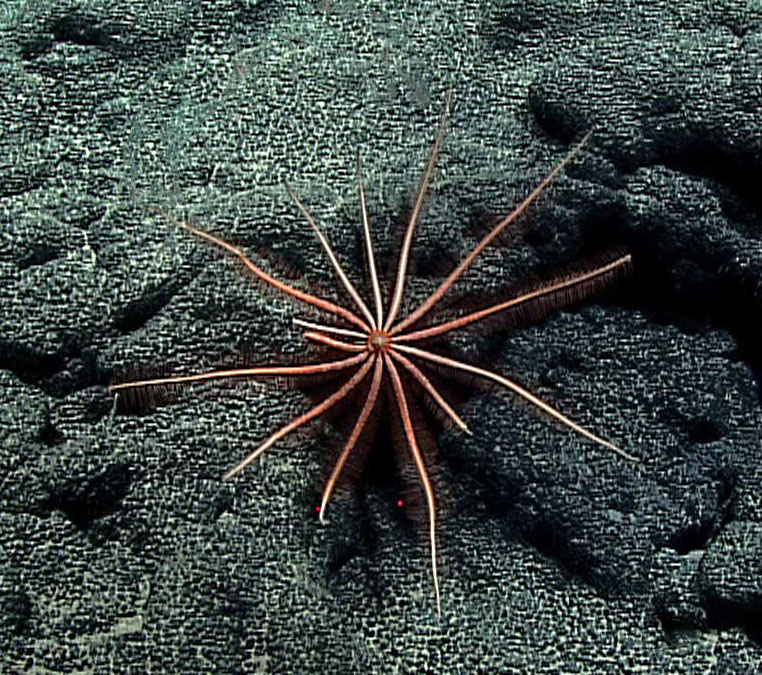
Brisinga panopla
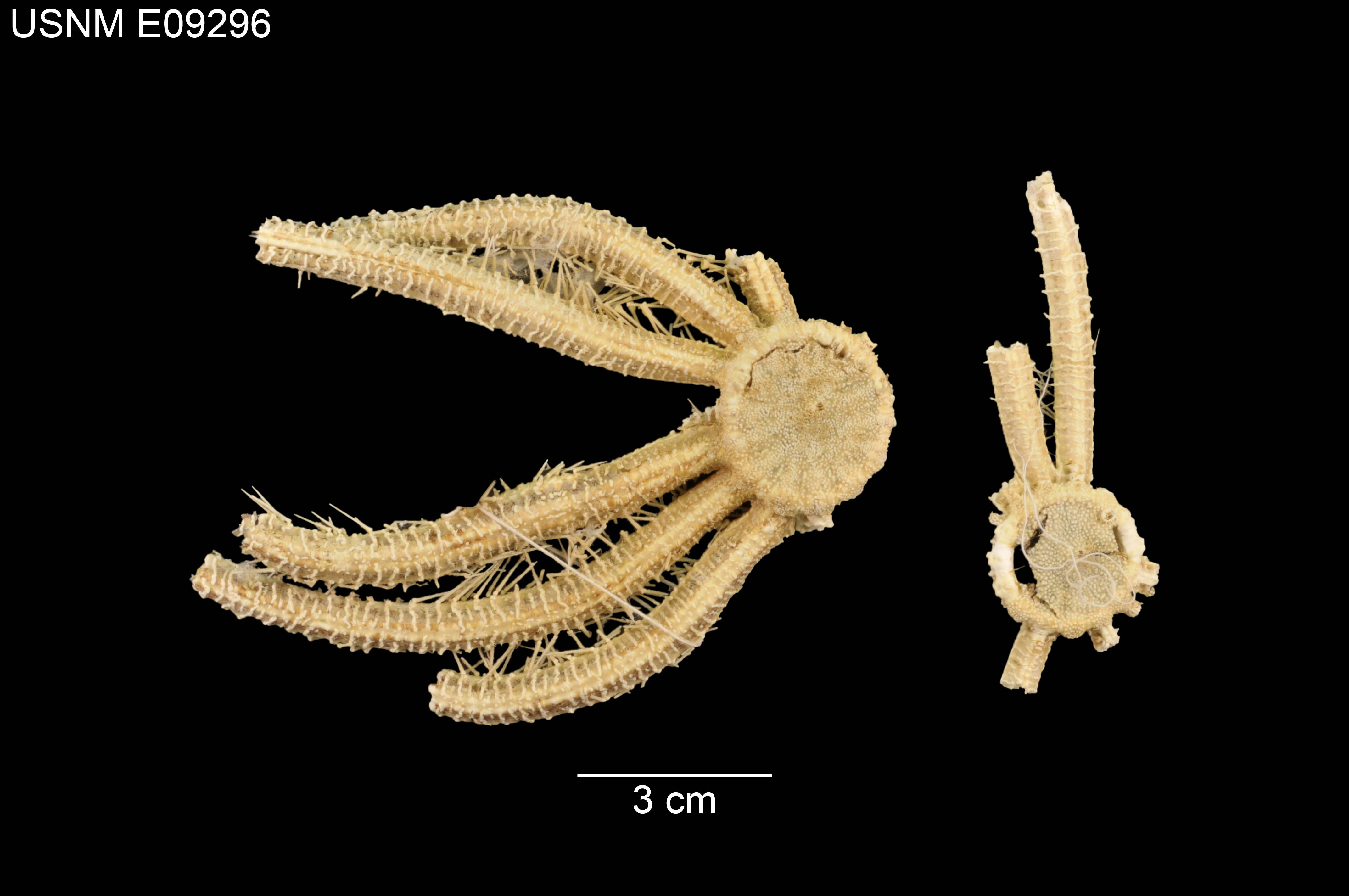
Brisinga synaptoma
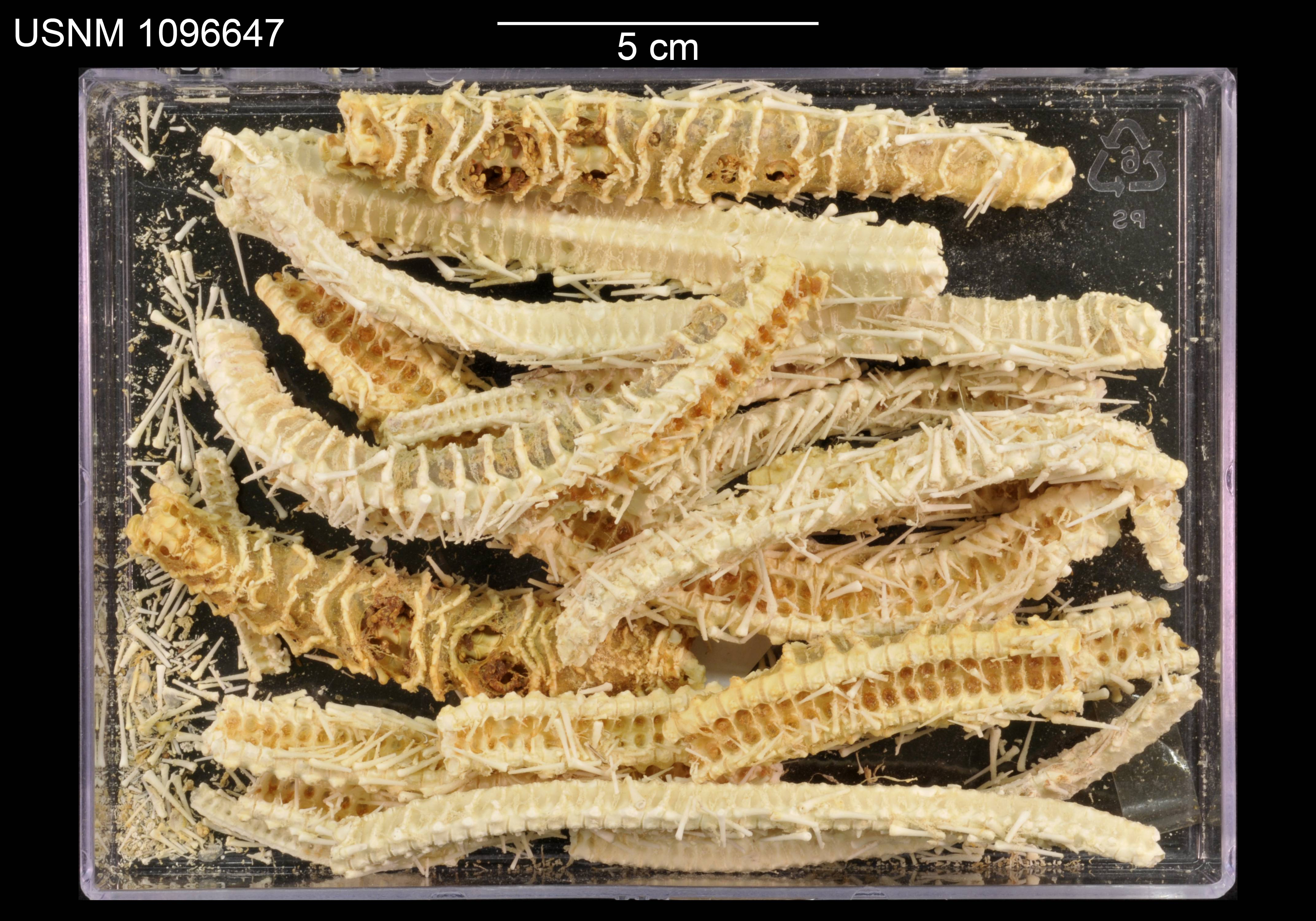
Débris de bras de Brisinga tasmani